# Плиски (Псковская область)
Плиски — деревня в Локнянском районе Псковской области России. Входит в состав Алексеевской волости.
Расположена в 5 км к югу от райцентра Локня на автодороге на Великие Луки (Р51) и соответствующем участке железной дороги.
Численность населения деревни составляла 40 жителей в 2000 году, 20 жителей в 2011 году.